# Selmer Jackson
Pour les articles homonymes, voir Jackson.
Selmer Jackson est un acteur américain né le 7 mai 1888 à Lake Mills dans l'Iowa et mort le 30 mars 1971 à Burbank en Californie.

## Filmographie partielle
- 1929 : Thru Different Eyes de John G. Blystone : King
- 1931 : The Secret Call de Stuart Walker
- 1932 : À tour de brasses (You Said a Mouthful) de Lloyd Bacon
- 1933 : Forgotten de Richard Thorpe
- 1933 : Un danger public (Picture Snatcher) de Lloyd Bacon
- 1934 : The Defense Rests de Lambert Hillyer
- 1934 : La Fine Équipe (6 Day Bike Rider) de Lloyd Bacon : le présentateur (non crédité)
- 1935 : Mexico et retour (Red Salute) de Sidney Lanfield : Officier d'armée
- 1935 : This Is the Life de Marshall Neilan : M. Walters
- 1935 : Le Gondolier de Broadway (Broadway Gondolier) de Lloyd Bacon : le directeur des programmes (non crédité)
- 1935 : Femmes d'affaires (Traveling Saleslady) de Ray Enright
- 1935 : Le Bousilleur (Devil Dogs of the Air) de Lloyd Bacon : le médecin (non crédité)
- 1936 : Educating Father de James Tinling
- 1937 : À l'est de Shanghaï (West of Shanghaï) de John Farrow : Harry Hemingway
- 1937 : Secrets de famille (A Family Affair) de George B. Seitz : Hoyt Wells
- 1937 : My Dear Miss Aldrich de George B. Seitz
- 1938 : Alerte au bagne (Prison Nurse) de James Cruze : Parker
- 1939 : Sous faux pavillon (Calling All Marines) de John H. Auer : col. C.B. Vincent
- 1939 : À chaque aube je meurs (Each Dawn I Die) de William Keighley : Patterson
- 1939 : En surveillance spéciale (Invisible Stripes) de Lloyd Bacon
- 1940 : La Femme aux cheveux rouges (Lady with Red Hair) de Curtis Bernhardt
- 1941 : Adieu jeunesse (Remember the Day) de Henry King : Graham
- 1941 : Nuits joyeuses à Honolulu (Navy Blues) de Lloyd Bacon : capitaine Willard (non crédité)
- 1942 : Shanghaï, nid d'espions[1] (Secret Agent of Japan) d'Irving Pichel
- 1942 : Miss Annie Rooney d'Edwin L. Marin
- 1943 : Margin for Error d'Otto Preminger : le coroner
- 1943 : Deux Nigauds dans le foin (It Ain't Hay) d'Erle C. Kenton : Grant
- 1945 : La Femme du pionnier (Dakota) de Joseph Kane : Dr Judson
- 1945 : L'Espoir de vivre (Forever Yours) de William Nigh : Williams
- 1946 : Child of Divorce de Richard Fleischer : Dr Sterling
- 1947 : Bury Me Dead de Bernard Vorhaus
- 1948 : Sanglante Aventure (Pitfall) de André de Toth  : Ed Brawley
- 1948 : Blonde Ice de Jack Bernhard
- 1948 : The Girl from Manhattan  de Alfred E. Green : Dr Moseby
- 1951 : Bon sang ne peut mentir (That's My Boy), de Hal Walker : Dr Hunter
- 1955 : Sept Hommes en colère (Seven Angry Men)
- 1956 : Feuilles d'automne (Autumn Leaves) de Robert Aldrich : M. Wetherby